# Philippe Etchebest
Pour les articles homonymes, voir Etchebest.
Ne doit pas être confondu avec Christian Etchebest.
Philippe Etchebest, né le 2 décembre 1966 à Soissons (Aisne), est un chef cuisinier et animateur de télévision français.
Il est chef des restaurants bordelais Maison Nouvelle, doublement étoilé au guide Michelin en 2025 et La Table d'Hôtes - Le Quatrième Mur, étoilé Michelin depuis 2018.
Depuis 2015, il est juré de Top Chef (saisons 6 et suivantes), et anime les émissions Objectif Top Chef, Cauchemar en cuisine et Cauchemar à l'hôtel sur M6. En 2023, il est le protagoniste de l'émission Un chef au bout du monde sur la même chaîne.

## Biographie

### Enfance et éducation
Philippe Etchebest naît le 2 décembre 1966 à Soissons (Aisne). Son père, Jean-Pierre Etchebest, basque, est restaurateur depuis l'âge de 16 ans. L'année de la naissance de Philippe, Jean-Pierre Etchebest quitte la direction de l'hôtel Jean-Racine à La Ferté-Milon et s'installe avec sa famille dans le quartier des Capucins, à Bordeaux (Gironde). Le couple reprend Le Chipiron, un restaurant situé cours de l'Yser et spécialisé dans la cuisine basque,. L'établissement se fait très vite une bonne réputation. N'ayant pas les moyens financiers suffisants pour recruter du personnel, les parents de Philippe font participer ce dernier aux tâches du restaurant, aux côtés de sa sœur Sophie (âgée d'un an de moins) et de son frère Bernard (le benjamin). Tout comme son père, Philippe Etchebest semble être alors destiné à faire de la cuisine son métier.
Il entre au collège et se trouve une passion pour le rugby à XV. D'abord tenté par une section sport-étude, il décide finalement de se consacrer entièrement à la cuisine. Il passe un brevet de technicien supérieur (BTS) spécialisé en hôtellerie-restauration au lycée hôtelier de Talence. Il réalise ses stages de fin d'année au Saint-James (à Bouliac), puis à la table Au Bon Coin du Lac (dans le bourg de Mimizan), deux restaurants doublement étoilés au Guide Michelin.
Alors âgé de 17 ans et encore élève à l'école hôtelière, Philippe Etchebest participe à son premier concours culinaire en 1984, en terminant deuxième du Championnat de France du Dessert organisé à Chamalières. La même année, il participe au concours Exp'Hôtel, dans la catégorie « hors concours »,.

### Carrière professionnelle

#### Ses débuts dans le Sud et à Paris
En 1985, Philippe Etchebest rejoint son père en cuisine au Chipiron. Il cherche à développer son propre art culinaire en réalisant des stages de deux mois pendant les périodes estivales. En 1986, il intègre d'abord l'hôtel-restaurant Les Pyrénées, établissement deux macarons situé à Saint-Jean-Pied-de-Port (Pyrénées-Atlantiques), sous la direction du chef Firmin Arrambide. Philippe Etchebest y cuisine pour la première fois des produits nobles. La même année, il participe à nouveau au concours Exp'Hôtel et en sort vainqueur. En 1987, il réalise un stage à Tours, auprès du chef Jean Bardet, puis un deuxième à Cannes, auprès de chef doublement étoilé Jacques Chibois, qui l'incite à quitter le cocon familial pour rejoindre Paris en 1988.
À l'âge de 22 ans, Philippe Etchebest suit les recommandations de Jacques Chibois et intègre les cuisines du Clos Longchamp, le restaurant de l'hôtel Le Méridien Étoile, en tant que demi-chef de partie puis chef de partie six mois plus tard. Auprès du chef Jean-Marie Meulien, Philippe Etchebest dit avoir appris l'équilibre des saveurs et l'usage des épices pour élargir la palette des goûts. Un an après son entrée au sein de la brigade au Clos Longchamp, il est promu au poste de second de cuisine, mais a, dans un premier temps, des difficultés à imposer son autorité à cause de son âge et de son manque d'expérience. En 1989, il remporte le concours Minervois-jeune, présidé cette année-là par Joël Robuchon.
En 1990, le Clos Longchamp devient le premier restaurant d'une chaîne hôtelière à recevoir deux étoiles au Guide Michelin. Cette même année, Philippe Etchebest fait sa première apparition télévisée lorsqu'il doit remplacer le chef du Clos Longchamp, Jean-Marie Meulien, dans une émission présentée par Caroline Tresca sur FR3.
En 1993, alors qu'il travaille désormais comme second auprès de Dominique Toulousy, aux Jardins de l'Opéra à Toulouse, Philippe Etchebest remporte le prix international Paul-Louis Meissonnier, en équipe avec son collègue, le sommelier Patrick Guiral.

#### Participation au concours du Meilleur ouvrier de France

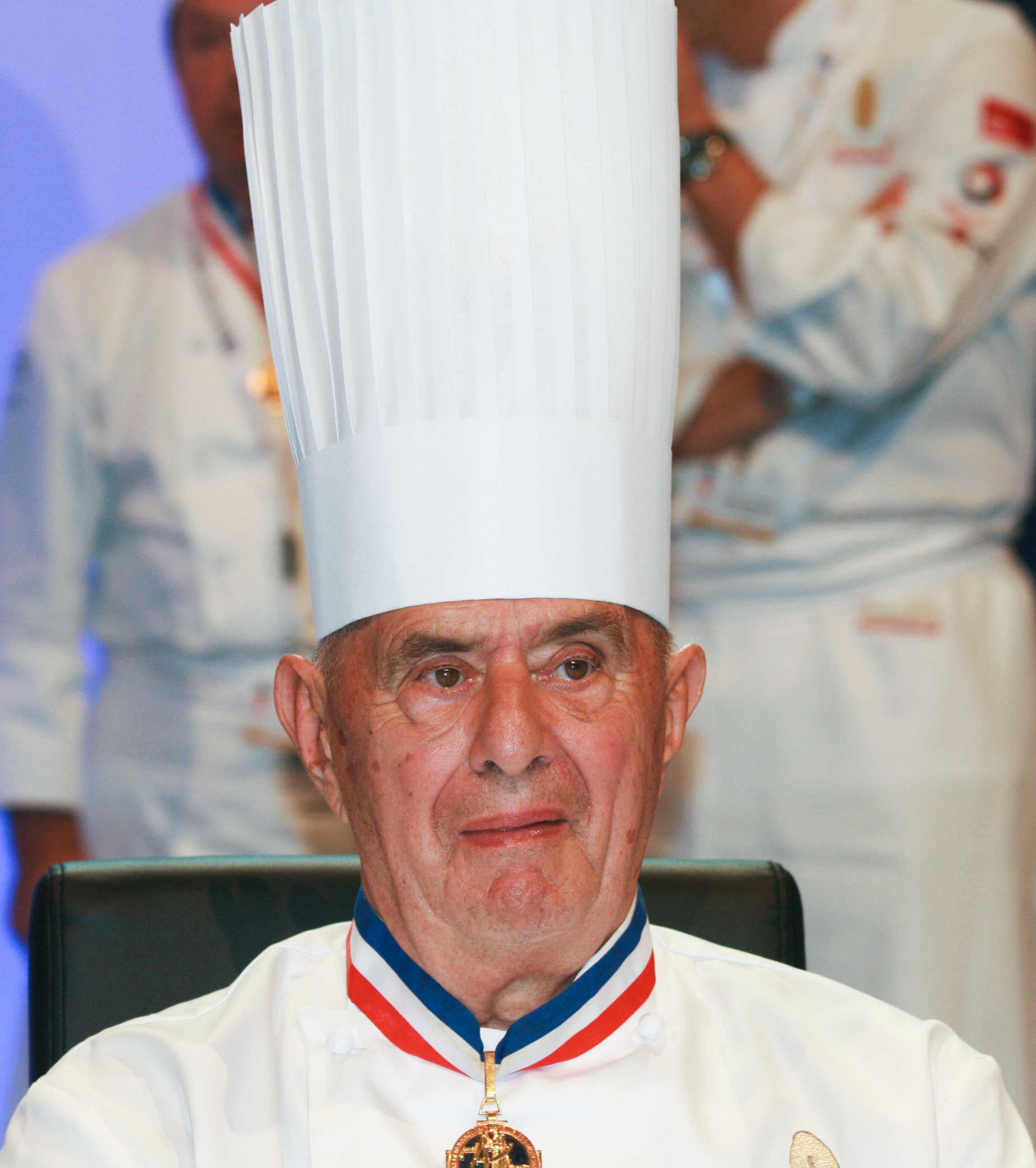
Les MOF portent une veste au col bleu blanc rouge, comme ici Paul Bocuse en 2008.

En septembre 1995, alors que ses parents s'apprêtent à vendre Le Chipiron pour prendre leur retraite quelques mois plus tard, Philippe Etchebest achète une maison à Saint-Genès-de-Castillon et découvre à Saint-Émilion le monde du vin qu'il connaît, jusqu'à présent, assez peu. Il prend, pour la première fois, les fonctions de chef de cuisine, au restaurant du château-hôtel Grand Barrail. Son plat signature est le foie gras poêlé sur des lasagnes aux champignons, accompagné d'une émulsion de truffes au vin jaune. Maïté l'invite en 1996, dans La Cuisine des Mousquetaires (FR3). En 1999, le guide Gault et Millau le désigne comme « Grand de demain » et le guide Champérard lui remet le titre de « Jeune espoir ».
Au vu de son succès, son ami, le chef Michel Portos, lui lance alors le défi de participer au concours du Meilleur ouvrier de France (MOF), dans la catégorie des métiers de bouche. Quelques semaines avant l'épreuve, ils montent tous deux à Paris pour chercher les sujets de la demi-finale du concours : au programme, une sole « André Moreau » et un soufflé de poires en croûte, deux plats jugés comme étant « hypertechniques et précis ». En s'appuyant sur les recettes du Guide culinaire d'Auguste Escoffier, Philippe Etchebest se programme une demi-douzaine d'entraînements pour répéter les plats et les sortir dans les temps (trois heures trente d'épreuve) avant la compétition.
En 2000, alors qu'il souffre depuis plusieurs mois d'extrasystoles, Philippe Etchebest se rend à Toulouse pour participer à la demi-finale du concours et faire face, avec 750 autres candidats, à un jury d'une vingtaine de chefs, dont plusieurs sont déjà distingués du titre de MOF. Quatre semaines plus tard, il apprend qu'il est sélectionné avec 57 autres candidats pour participer à la finale. En avril 2000, il se fait opérer de ses troubles du rythme cardiaque entre la demi-finale et la finale du concours. Philippe Etchebest reçoit les sujets du concours cinq jours avant ladite finale, prévue à Strasbourg : l'épreuve de quatre heures trente consiste à réaliser un caviar pressé, un canard au sang, un foie gras accompagné de navets, et un entremets froid aux fraises. En dormant deux heures toutes les vingt-quatre heures, il passe les trois jours et les trois nuits qui le séparent de la finale à faire des essais, en fonction des mensurations de plats bien spécifiques et de la liste des ingrédients imposés. Si, pour les demi-finales, les candidats doivent reproduire précisément les recettes demandées, le jury laisse une part plus libre d'interprétation lors de la finale :

« Avec le caviar, j'imagine une sorte de makis, ces rouleaux entourés d'algues farcis au riz et au poisson cru que l'on sert dans les restaurants de sushis. En guise d'algue, j'étale une fine couche de caviar pressé que je travaille avec du concombre et de l'œuf haché, des ingrédients traditionnels de l'accompagnement des œufs d'esturgeon. En roulant la couche de caviar, je me retrouve avec un cylindre noir au joli insert vert, blanc et jaune. Je pose le petit rouleau au milieu d'une assiette où j'ai fait prendre une gelée d'oignons brune, décorée de minuscules pointes de tomates concassées, de petites fanes de carotte. Deux fines baguettes au cumin accompagnent également cette entrée un peu japonisante.

La volaille m'inspire quelque chose de plus classique, avec un cromesquis de canard farci de champignons et foie gras, une bouchée qui fond dès qu'on la croque. J'ai par ailleurs désossé les cuisses, dont j'ai haché les chairs avec un appareil à gratin. J'ai reconstitué une sorte de petite côtelette de canard, en entourant une petite boule de farce d'un peu de peau, d'où dépasse un petit os. Le tout étant ensuite rôti au four, accompagné d'une garniture de petits navets creusés, remplis d'une jardinière de petits pois, asperges et petites carottes tournées.

[…] Je suis aidé pour [l'élaboration et la réalisation de l'entremets] par Jean Lopez, formidable pâtissier de Libourne, qui m'a donné une recette de mousse de fraises aussi exquise que légère. J'en recouvre une rosace de fraises coupées en pétales entre lesquelles sont insérées de petites feuilles de menthe, puis j'y incorpore une crème brûlée à la pistache, recouverte à nouveau de mousse, avant de finir avec un fond de feuilletine pailletée lié au beurre de cacao […]. Je remplis une encoche, laissée dans l'entremets, de fraises des bois, et je sers cela avec un beurre d'orange au vinaigre balsamique. J'aimais cette idée de donner une touche d'acidité à ce dessert frais et gourmand. »

— Philippe Etchebest, Je ne lâche rien (2015)
Lors de l'annonce des résultats quelques jours plus tard, Philippe Etchebest est officiellement déclaré comme l'un des vainqueurs du concours du MOF. Il se voit remettre le titre des mains de Paul Bocuse et Joël Robuchon. Par la suite, ce dernier invite Philippe Etchebest à plusieurs reprises, dans son émission Bon appétit bien sûr (France 3).

#### Premières étoiles dans leGuide Michelinen tant que chef

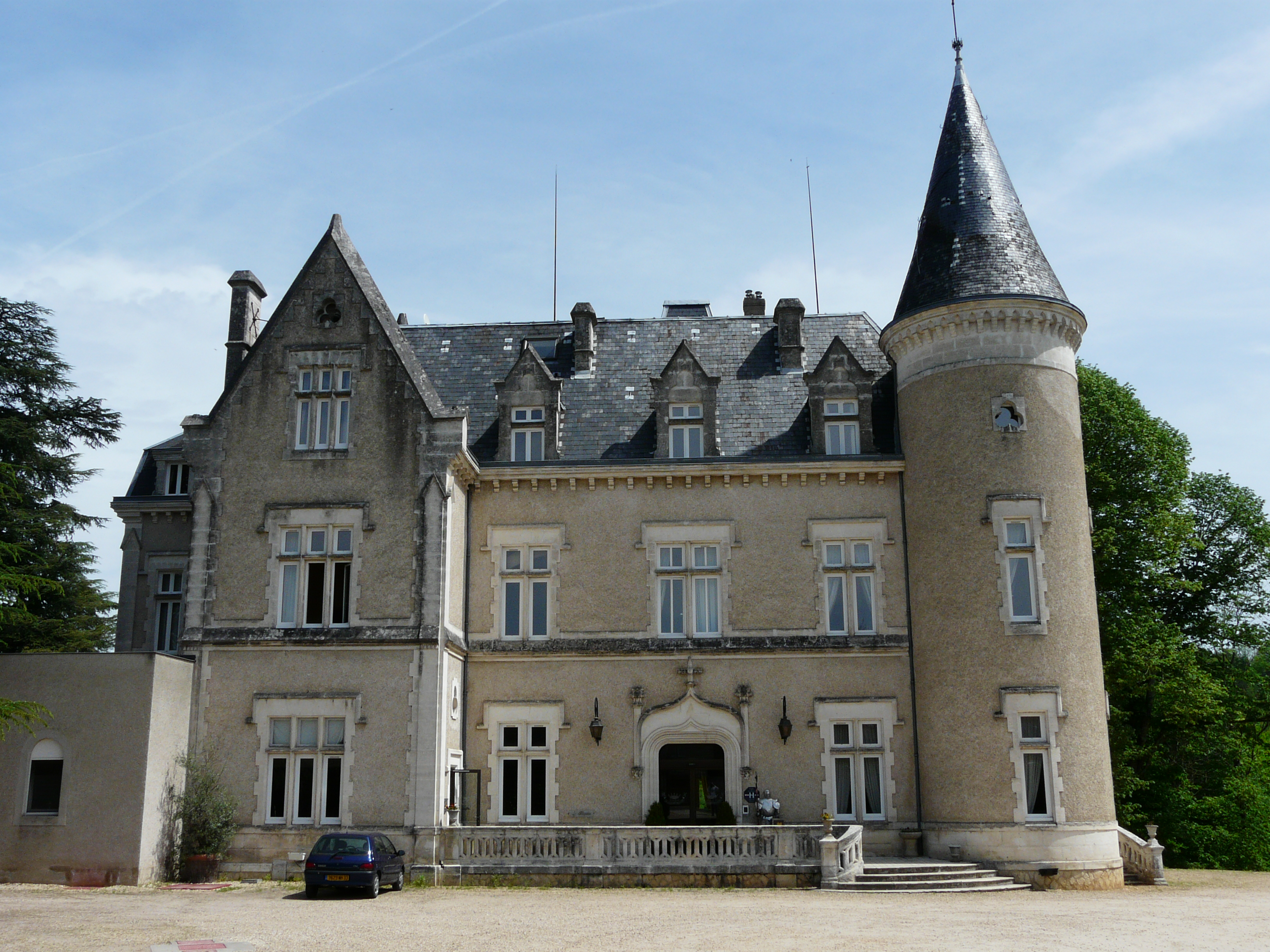
Le château des Reynats, à Chancelade (Dordogne).

Après plus de cinq ans à la tête des cuisines du Château Hôtel Grand Barrail, Philippe Etchebest souhaite diriger un hôtel-restaurant avec sa femme Dominique, sans autre hiérarchie que celle du propriétaire. En avril 2001, ils s'installent alors à Chancelade (Dordogne) et reprennent ensemble la direction du Château des Reynats, un établissement devenu délabré et vétuste. Après des difficultés à se voir accorder un prêt par les établissements de crédit, une grande phase de travaux de rénovation est lancée et la cuisine proposée par Philippe Etchebest à L'Oison devient un des principaux arguments de vente de l'hôtel. Quelques mois plus tard, Philippe Etchebest reçoit, pour la première fois en tant que chef, une étoile au Guide Michelin. L'Oison devient un véritable succès, si bien qu'il accueille le repas officiel du 21e sommet franco-italien organisé à l'initiative de Jacques Chirac à la fin du mois de novembre 2001.
La même année, Philippe Etchebest et sa femme Dominique rencontrent, lors d'un repas au Château des Reynats, Gérard et Chantal Perse, un couple de vignerons. Ils se présentent comme les jeunes propriétaires de l’Hostellerie de Plaisance, un hôtel-restaurant de luxe affilié à l'association Relais & Châteaux et situé à Saint-Émilion (Gironde). Gérard et Chantal Perse proposent alors à Philippe Etchebest de rejoindre l'établissement, avec comme objectif l'obtention de deux étoiles au Guide Michelin dans les cinq ans. Ils redéménagent ainsi dans le Bordelais. Les plats signatures de Philippe Etchebest sont alors l'œuf poché à basse température, les œufs de poisson volant au wasabi, les topinambours, le crumble et la mousse de lait au parmesan. En 2008, Philippe Etchebest obtient sa deuxième étoile Michelin à l’Hostellerie de Plaisance.

#### Exposition médiatique à la télévision et ouverture duQuatrième Mur

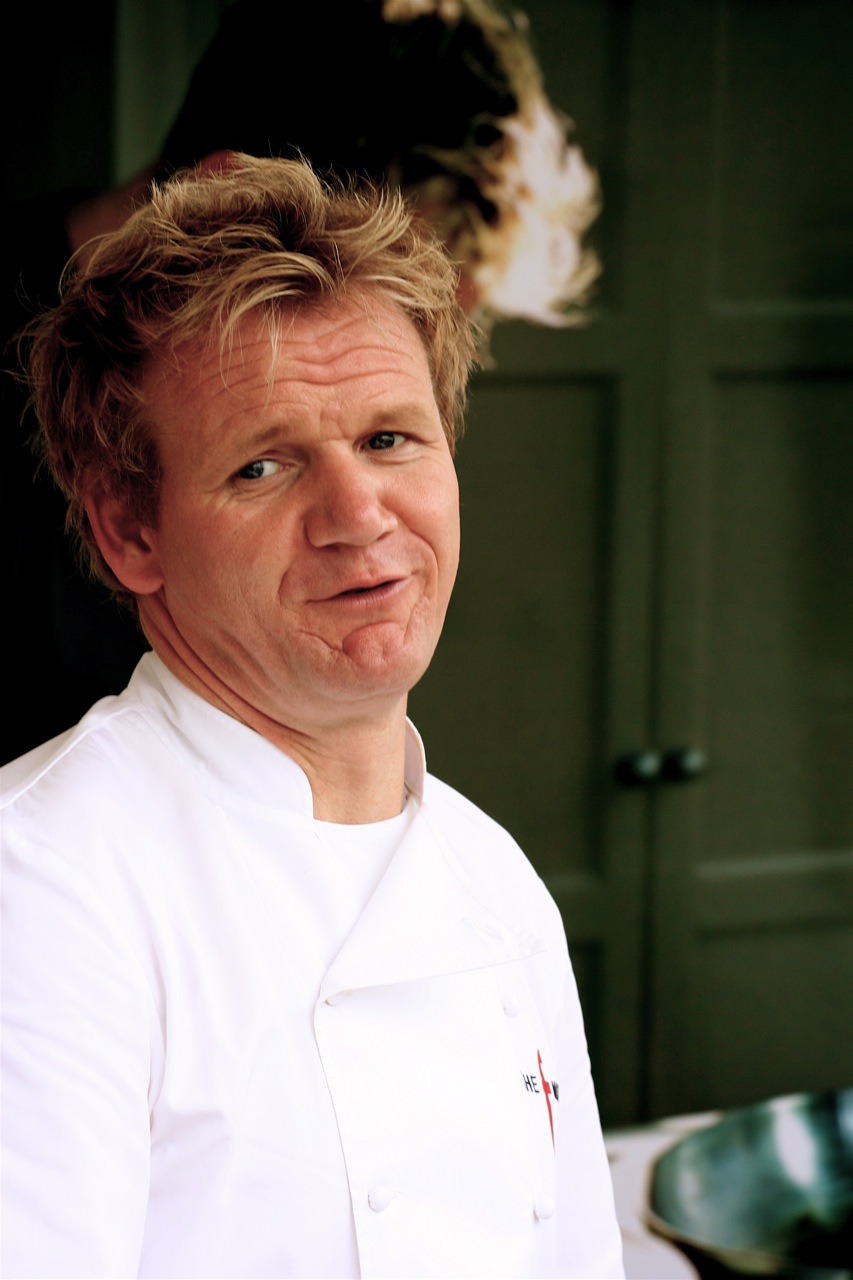
Les programmes télévisés de Philippe Etchebest sont souvent comparés à ceux du chef Gordon Ramsay.

Après un premier refus et plusieurs échanges avec la société de production Studio 89 en 2010, Philippe Etchebest présente Cauchemar en cuisine (M6) à partir du 18 avril 2011. Le programme s'inspire de l'émission britannique Ramsay's Kitchen Nightmares, dans laquelle le chef Gordon Ramsay vient en aide à des restaurateurs en difficulté. L'émission fait suite à une première tentative de la chaîne en 2005, Panique en cuisine. Le succès rapide de l'émission et l'exposition médiatique de Philippe Etchebest suscitent la curiosité et occasionnent une hausse de la fréquentation à l’Hostellerie de Plaisance.
Le 14 octobre 2012, il reçoit les insignes de chevalier de l'ordre national du Mérite des mains de Xavier Darcos, au titre du « rayonnement qu'il donne à l'Aquitaine et à la cuisine française au sens large ».
En 2013, alors que la marque Kronenbourg le choisit comme ambassadeur, son concurrent, la société néerlandaise Heineken, fait appel à Christian Etchebest,, un autre chef cuisinier avec lequel il n'a aucun lien familial.
Le 30 octobre 2013, il présente un nouveau concept : Cauchemar à l'hôtel, où il vient en aide à des hôteliers sur le point de fermer.
Le 21 décembre 2013, il donne sa démission aux propriétaires de l’Hostellerie de Plaisance, pour s'orienter vers de nouveaux projets professionnels.
À partir de novembre 2014, il présente Objectif Top Chef sur M6, émission dans laquelle il sillonne les routes de France dans le but de trouver le premier apprenti cuisinier qui participera à la saison 6 de l'émission culinaire Top Chef.
Il apparaît dans l'émission Top Chef sur M6 en tant que juré d'une épreuve culinaire du concours de 2011 (saison 2) à 2014 (saison 5). À partir de 2015 (saison 6), il fait partie du jury référent de Top Chef, tout en continuant à être juré spécifique d'une épreuve introduite en 2015, intitulée « Qui peut battre Philippe Etchebest ? », dans laquelle il se mesure aux autres candidats.
Le 8 septembre 2015, il inaugure, en présence d'Alain Juppé, sa brasserie Le Quatrième Mur, située dans l'enceinte du Grand Théâtre de Bordeaux.
Le 21 et 22 mars 2017, il est jury lors de la 43e édition du Championnat de France du Dessert qui se tient au lycée Stanislas à Villers-lès-Nancy.
Il participe cinq fois à l'émission Fort Boyard sur France 2 : le 27 juillet 2013, le 1er juillet 2017, le 27 juillet 2019, le 10 juillet 2021, le 16 juillet 2022 et le 9 août 2025.
En 2017, il participe à l'émission Les 40 ans du Puy du Fou : Les Animateurs font le spectacle.
Le 5 février 2018, La Table d'Hôtes, créée dans les sous-sols de sa brasserie Le Quatrième Mur, obtient sa première étoile au Guide Michelin.
Par décret du 31 décembre 2019, Philippe Etchebest est nommé chevalier de la Légion d'honneur pour ses « 24 années de service »,.
Après s'être exprimé au printemps 2020, Philippe Etchebest s'exprime à nouveau publiquement pendant le confinement de l'automne 2020 imposé par le gouvernement Castex, à cause du rebond de la pandémie de Covid-19 en France. Philippe Etchebest s'inquiète à de multiples reprises dans la presse écrite et les chaînes d'information télévisée pour dénoncer la fermeture administrative des restaurants en France et les risques de faillite de tout un secteur économique et de la perte d'un art de vivre à la française,,. Philippe Etchebest s'exprime à nouveau en janvier, puis en février 2021, sur la situation des restaurateurs, qu'il juge « catastrophique » et déplore notamment « l'absence de plan d'action » de la part du gouvernement,.
Le 21 décembre 2021, il ouvre son deuxième restaurant à Bordeaux, dans le quartier des Chartrons, Maison Nouvelle, un restaurant gastronomique avec lequel il souhaite « récupérer les deux étoiles [qu'il avait] à Saint-Émilion ».
Le 22 mars 2022, Maison Nouvelle obtient sa première étoile.
Le 11 avril 2022, il joue dans la série Scènes de ménages dans le cadre de la soirée anniversaire 35 ans M6 : tous en scène !.
En 2023 il présente Un chef au bout du monde sur M6.
En mars 2025, son restaurant Maison Nouvelle à Bordeaux obtient une deuxième étoile au Guide Michelin.

## Vie privée
Il rencontre son épouse Dominique, originaire de Toulouse, en octobre 1994. En 2005, ils adoptent leur enfant, Oscar-Louis Etchebest. Ils possèdent une maison en Dordogne.

## Autres activités

### Sport et centres d'intérêts
Depuis sa scolarité au collège, Philippe Etchebest est passionné de rugby à XIII et à XV, sports dont il dit retrouver le mental de combattant et les valeurs de cohésion et d'esprit d'équipe lorsqu'il est dans une cuisine, avec sa brigade. En parallèle de son parcours professionnel, Philippe Etchebest continue d'y jouer en tant qu'amateur et dispute la saison 1986-1987 du championnat de France de rugby à XV junior avec le Club athlétique béglais. Il joue no 12, au poste de trois-quarts centre.
Parmi ses autres centres d'intérêt, Philippe Etchebest pratique la boxe anglaise, le judo, la natation, aime conduire des motos et faire de la plongée sous-marine.

### Musique
Fan de rock et de hard rock, Philippe Etchebest apprend à jouer de la batterie de manière autodidacte. Il se produit notamment avec son groupe, Chef and The Gang (clin d'œil à Kool and the Gang), lors de l'édition 2019 de la Fête de la musique à Bordeaux, ainsi qu'au festival ODP à Talence.
En 2021, Saule crée une chanson en hommage à Philippe Etchebest (publiée sur Facebook).

### Cinéma
En 1996, il fait une apparition dans le film Fallait pas !..., où il joue le rôle du boucher pour les trafics d'organes du Docteur Simpson.[réf. nécessaire]

## Distinctions
- En 2000, il est Meilleur ouvrier de France, catégorie Cuisine[79].
- Le 14 novembre 2011, il est nommé au grade de chevalier dans l'ordre national du Mérite au titre de « chef cuisinier, directeur d'un restaurant ; 24 ans de services »[80]. Il reçoit ses insignes le 14 octobre 2012 des mains de l'ancien ministre du Travail, Xavier Darcos[52] qui le remercie pour le « rayonnement qu'il donne à l'Aquitaine et à la cuisine française au sens large ».
- Par décret du 31 décembre 2019, Philippe Etchebest est nommé chevalier de la Légion d'honneur au titre de "chef cuisinier, directeur de restaurants ; 24 ans de services[59],[60]". Il reçoit ses insignes 4 ans plus tard, le 3 novembre 2023, des mains du Président Emmanuel Macron.

## Pour approfondir